# Kethna Louis
Pour les articles homonymes, voir Louis.
Kethna Louis, née le 5 août 1996 à Desdunes à Haïti, est une footballeuse internationale haïtienne évoluant au poste de défenseure au Montpellier HSC.

## Biographie

### Carrière en club
Kethna Louis a d'abord évolué dans des équipes de première division haïtienne, ayant joué pour les Jongleuses de Saint-Marc avant de passer au Valentina FC. Alors qu'elle a ensuite intégré l'Académie Camp-Nous, elle est repérée par Michael Collat, DG du FF Issy-les-Moulinaux, club de Division 2. Elle quitte alors son pays pour effectuer un stage en France au FF Issy début 2018 pendant trois mois. En octobre 2018, elle signe finalement un contrat avec le club francilien.
À l'été 2019, Kethna Louis rejoint Le Havre AC évoluant également en D2, elle participe à la montée historique du club en Division 1.
En 2021, elle signe pour son troisième club en France, le Stade de Reims, alors que le Havre vient d'être relégué en D2. Après une bagarre avec la joueuse de Soyaux Jessy Roux lors de son dernier match avec le Havre, elle est suspendue huit matches et doit donc patienter avant de disputer son premier match sous ses nouvelles couleurs. Elle est ensuite rejointe par une autre Haïtienne, Melchie Dumornay.
Le 24 septembre 2022, elle inscrit l'unique but de la victoire rémoise à Bordeaux.
En 2023, elle rejoint sa coéquipière en sélection Nérilia Mondésir au Montpellier HSC.

### Carrière en sélection
Kethna Louis est appelée en équipe nationale d'Haïti depuis 2018 et participe notamment aux différents matchs de qualifications pour les compétitions internationales.
En 2023, elle participe à la première qualification pour une coupe du monde de l'histoire de la sélection haïtienne après une victoire en barrages face au Chili.

## Style de jeu
Bien qu'elle évolue en défense, au poste de latérale gauche, Kethna Louis est très polyvalente et est capable également de jouer en attaque.

## Statistiques
| Saison                | Club                  | Championnat           | Championnat | Championnat | Coupe(s) nationale(s) | Coupe(s) nationale(s) | Haïti | Haïti | Total | Total |
| Saison                | Club                  | Division              | M.          | B.          | M.                    | B.                    | M.    | B.    | M.    | B.    |
| 2017-2018             | FF Issy               | Division 2            | 3           | 1           | -                     | -                     | 5     | 1     | 8     | 2     |
| 2018-2019             | FF Issy               | Division 2            | 17          | 1           | 1                     | 0                     | -     | -     | 18    | 1     |
| Sous-total            | Sous-total            | Sous-total            | 20          | 2           | 1                     | 0                     | 5     | 1     | 26    | 3     |
| 2019-2020             | Le Havre AC           | Division 2            | 14          | 4           | 2                     | 1                     | 3     | 0     | 19    | 5     |
| 2020-2021             | Le Havre AC           | Division 1            | 18          | 0           | 1                     | 0                     | -     | -     | 19    | 0     |
| Sous-total            | Sous-total            | Sous-total            | 32          | 4           | 3                     | 1                     | 3     | 0     | 38    | 5     |
| 2021-2022             | Stade de Reims        | Division 1            | 8           | 4           | 2                     | 0                     | 6     | 3     | 16    | 7     |
| 2022-2023             | Stade de Reims        | Division 1            | 20          | 4           | 3                     | 1                     | 8     | 1     | 31    | 6     |
| Sous-total            | Sous-total            | Sous-total            | 28          | 8           | 5                     | 1                     | 14    | 4     | 47    | 13    |
| 2023-2024             | Montpellier HSC       | Division 1            | -           | -           | -                     | -                     | 5     | 1     | 5     | 1     |
| Total sur la carrière | Total sur la carrière | Total sur la carrière | 80          | 14          | 9                     | 2                     | 27    | 6     | 116   | 22    |

### En sélection

#### Matchs internationaux
Le tableau suivant liste les rencontres de l'équipe d'Haïti dans lesquelles Kethna Louis a été sélectionnée depuis le 19 avril 2018 jusqu'à présent.

## Palmarès

### En club
Le Havre AC
- Championnat de France D2
  - Vice-champion : 2020